# 曹卫民
曹卫民（1968年10月—），笔名曹真，中国江西赣州当代书法家，出生于江西寻乌，赣州市书法家协会主席。 曾获得中华人民共和国文化部第十二届群星奖优秀书法奖和其它奖项，及被中国书法家协会评为2010年“书法进万家”活动先进个人。 作品曾入选第五届中国书坛新人作品展、第二届中国书法兰亭奖安美杯书法展、全国首届公务员书法大展等书法展览， 同时曾在深圳博物馆主办《曹卫民书法艺术作品展》，作品收录在《曹卫民书法作品集》。